# 우치다 료헤이 (배우)
우치다 료헤이(内田良平)는 일본의 배우, 시인이다. 대표작은 야쿠자 형사 시리즈 등이 있다.

## 같이 보기
- 호세이 대학